# Дрофа (видавництво)
«ДРОФА» — російське спеціалізоване видавництво навчальної літератури, засноване 1990 року. Випускає навчальну та методичну літературу для початкової, основної та середньої школи; посібники для дошкільних організацій; картографічну продукцію.

## Історія

### Створення і розвиток (1990—2013)
Видавництво «ДРОФА» було засноване в 1990 року Юрієм Дейкало і Олександром Крутиком. До 1994 року видавництво займалося випуском детективів і «кінороманів», щомісячний наклад яких доходив до півтора мільйона примірників. Серед перших видань були «Покровські ворота», «Вічний поклик», «А зорі тут тихі», «Тіні зникають опівдні», «Багаті теж плачуть».
1994 року розпочалась підготовка навчальної літератури для загальноосвітніх шкіл. Підписано угоду з Федеральною службою поштового зв'язку Росії. Підручники видавництва включені до піврічного каталогу підписних видань Росії. Було укладено договір з Міністерством загальної і професійної освіти Росії на випуск підручників федерального комплекту 1995/1996 навчального року.
Перші підручники були написані авторами радянської школи: А. А. Плешаков, В. І. Сивоглазов, В. П. Дронов, Р. В. Дорофєєв та ін. Трохи пізніше було утворено і гуманітарний напрям, створені підручники з російської мови та літератури.
З 1994 по 2003 рік у видавництві виходила книжкова «Зелена серія» (спільно з Альфа-книга), в яку увійшли найкращі твори про природу від найвідоміших вчених-зоологів і письменників-натуралістів.
У 1996—1997 роках видавництво опинилось в центрі конфлікту за переділ російського ринку навчальної літератури. У листопаді 1996 року був убитий заступник генерального директора Володимир Вешняков, а у серпні 1997 року — один із засновників видавництва Олександр Крутик. Ці вбивства залишаються не розкритими дотепер.
1996 року, після відмови держави від планової закупівлі підручників видавництвом були налагоджені поставки продукції до шкіл Москви і в регіони через книжкові магазини та книготорговельні мережі.
До 1998 року в асортименті видавництва вже налічувалось більше 1000 найменувань навчальної, довідкової та методичної літератури, з яких 153 підручника — у федеральному переліку. Було розпочато роботи зі створення картографічної продукції до підручників у співробітництві з видавництвом «Издательство ДИК». Створено мультимедійне видавництво «Дрофа-Медіа», що почало займатись розробкою ігор для дітей у віці від немовлят до 12 років.
2000 року розпочато видання навчальної літератури для професійної освіти. За 10 років діяльності на даному напрямку було випущено близько 200 найменувань книг загальним тиражем понад 1,5 млн примірників.
2002 року було створено редакція щодо випуску підручників для національних шкіл, особливе місце серед них посіли підручники для дітей-мігрантів. У зв'язку із зростанням вимог при підготовці дітей до школи, була відкрита редакція дошкільної освіти, створено видавництво «Дрофа-Плюс», асортимент якого склали книги для дітей та юнацтва, твори класиків світової літератури та сучасних авторів, прикладна література, подарункові та енциклопедичні видання.
2003 року в рамках програми президента Росії «Діти Росії» був випущений 100-томник «Бібліотека вітчизняної класичної літератури». 2007 року видавництв перемогло у конкурсі з комплектування предметних кабінетів у рамках загальноросійського проекту «Освіта». З 2008 року починається друк літератури просвітницько-пізнавального характеру для позакласного і сімейного читання: «Бібліотека світової класики», «Бібліотека подорожей», «Перехрестя історії».
У 2010—2011 роках перші підручники з початкової загальної освіти успішно пройшли експертизу на відповідність нового Федерального державного загальноосвітнього стандарту (ФДЗС).
У жовтні 2012 року видавництво було внесено до переліку організацій-переможців конкурсу Департаменту освіти Москви на отримання гранту на розробку електронних підручників. До лютого 2013 року було розроблено перший підручник, заснований на учбово-методичному комплексі «Образотворче мистецтво. 5 клас» С. П. Ломова. Того ж року почав роботу безкоштовний онлайн-перекладач, що складався з більше 20 безкоштовних онлайн-словників шістьма мовами.
На початку 2010-х років загальний тираж продукції видавництва  досяг 40 млн примірників; щорічно здійснювався випуск не менше 200 нових видань.

## Об'єднана видавнича група (2014—2017)
2014 року видавництво «ДРОФА» стала частиною групи компаній «ЕКСМО-АСТ» (керівник О. Е. Новіков), але зі збереженням незалежності у розробці та розвитку редакційного портфеля з урахуванням накопиченого видавництвом досвіду. На рахунку успішних проектів цього періоду: створення електронних форм усіх підручників, успішна апробація, отримання безстрокової ліцензії Міністерства економічного розвитку Росії на випуск картографічної продукції, включення нової лінії учбово-методичного комплексу з історії Росії до Федерального переліку відповідної історико-культурного стандарту.
2015 року в складі «ЕКСМО-АСТ» була створена об'єднана видавнича група «ДРОФА» — «ВЕНТАНА-ГРАФ» (за участю «Астрель»). 
2016 року видавничий портфель об'єднаної групи сягнув 3000 найменувань: системи і лінії навчально-методичних комплектів з усіх предметів для всіх рівнів загальної освіти (дошкільна, початкова, загальна і середня), для різних рівнів підготовки учнів (початковий, середній, високий), атласи та контурні карти з географії та історії. Частка підручників в актуальному Федеральному переліку становить 40 %, частка наочних посібників на ринку навчальної картографічної продукції Російської Федерації — 75 %. При цьому «ДРОФА» зберігає лідерство в природничо-науковому сегменті: 78 % підручників з біології, 68 % підручників з хімії, 56 % підручників з фізики.
Об'єднана видавнича група «ДРОФА» — «ВЕНТАНА-ГРАФ» здійснює співробітництво з понад 200 книготорговельними структурами по всій країні. Щодня проводиться не менше 10 методичних заходів у різних регіонах (семінари, вебінари, майстер-класи, конференції). Здійснюється активна взаємодія з федеральними та регіональними інститутами розвитку освіти, для вчителів відкриті курси підвищення кваліфікації.
Для оптимізації освітнього процесу створені інноваційні цифрові та інтернет-ресурси:
- модульні відеокурси для вчителів на сайті YouTube;
- LECTA — доступ до електронних підручників;
- Атлас+ — інтерактивні наочні посібники;
- «Країна, що читає» — популяризація читання художньої літератури;
- «Країна з великою історією» — історія Росії для вчителів і учнів.

Об'єднана група бере активну участь в реалізації національних проектів: підтримки і розвитку читання, підвищення фінансової грамотності. У вересні 2016 року видавництво «ДРОФА» — «ВЕНТАНА-ГРАФ» визнано Федеральним агентством з друку і масовим комунікаціям і Російським книжковим союзом видавництвом року.
У травні 2017 року об'єднана видавнича група «ДРОФА-ВЕНТАНА» перетворена на корпорацію «Російський підручник». До неї також увійшли «Астрель», «ДРОФА — нова школа», LECTA. Видавничий портфель видавництва — 38 % федерального переліку підручників. Видавництво займає частку в 28 % російського ринку навчальної літератури.